# Choralpartita
Eine Choralpartita ist ein mehrsätziges Musikstück auf der Grundlage eines Chorals, das für ein Tasteninstrument geschrieben ist. Im einleitenden Satz wird der zugrundeliegende Choral harmonisiert, d. h. mit Akkorden versehen. Die folgenden Sätze variieren die Choralmelodie und ihre Harmonisierung, wobei eine Vielzahl von umspielenden Figurationen verwendet wird. Es handelt sich dabei um eine Verschmelzung zweier Formen der Tastenmusik: des norddeutschen Choralvorspiels und der italienischen Variations-Kanzone. 
Choralpartiten werden im Allgemeinen auf der Orgel oder dem Cembalo gespielt. Die Choralpartita war ein beliebter Stil in der mittleren und späten Barockmusik, insbesondere in der Norddeutschen Orgelschule. Georg Böhm gilt als Erfinder der Choralpartita, und auch Johann Pachelbel hat zahlreiche Choralpartiten geschrieben. Zu Johann Sebastian Bachs bekanntesten Choralpartiten zählen Partite diverse sopra „Sei gegrüßet, Jesu gütig“ (BWV 768) oder die Canonischen Veränderungen über „Vom Himmel hoch, da komm ich her“ (BWV 769), ein kontrapunktisches Spätwerk Bachs.